# 乔纳森·奎克
乔纳森·奎克（英語：Jonathan Quick，1986年1月21日—），美国男子冰球运动员。他曾代表美国国家队参加2010年和2014年冬季奥林匹克运动会冰球比赛，其中2010年冬季奥运会获得一枚银牌。